# Die Morgendämmerung der Worte
Die Morgendämmerung der Worte, mit vollem Titel Die Morgendämmerung der Worte. Moderner Poesie-Atlas der Roma und Sinti ist eine Gedichtanthologie, die 2018 in der Buchreihe Die Andere Bibliothek des Aufbau-Verlages erschien. Als Herausgeber fungieren Wilfried Ihrig und Ulrich Janetzki. Der Band versammelt Gedichte von 149 Autoren und Autorinnen aus mehr als dreißig Ländern, darunter Marianne Rosenberg, Philomena Franz, Dotschy Reinhardt, Charlie Chaplin, Henry Lawson, Ceija Stojka, Mariella Mehr, und Santino Spinelli. Die Texte wurden aus 21 Sprachen und Dialekten ins Deutsche übertragen. Der Titel ist einer Zeile eines Gedichtes von Rajko Đurić entnommen.

## Konzeption und Aufbau
Die Anthologie versammelt Texte von Menschen der unterschiedlichen Teilgruppen derjenigen Bevölkerungsgruppen, die unter so verschiedenen Bezeichnungen, wie Roma und Sinti, Lovara, Kalderasch, Gitanos, Gypsies, Travellers oder Jenische bekannt sind. Diskriminierung und Verfolgung sind übergreifend wichtige Themen der Anthologie. Dazu gehören auch Texte, die sich mit dem Thema des Vernichtungslagers Auschwitz befassen. Dem gegenüber stehen Texte über die Identität der Rom, sowie Gedichte über Musik und Kunst, ebenso Texte, die das Schreiben selbst thematisieren.
Die Texte sind innerhalb des Bandes nach den Herkunftsländern, beziehungsweise den Wohnorten der Autoren und Autorinnen geordnet. Dieses Prinzip kommt aufgrund der häufigen Migrationsbewegungen der Schreibenden immer wieder an seine Grenzen.

## Rezeption
In der Frankfurter Allgemeinen Zeitung lobt Angelika Overath die Anthologie als "Pioniertat" und nennt sie "besonders" und "kostbar". Karl-Markus Gauß erklärt den Band in seiner Rezension in der Süddeutschen Zeitung zu einer "Entdeckung", einer "imponierenden editorischen Leistung".